# Frédéric Bérat

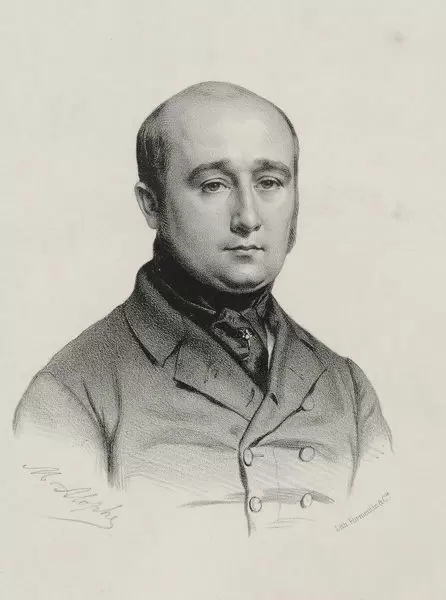
Frédéric Bérat

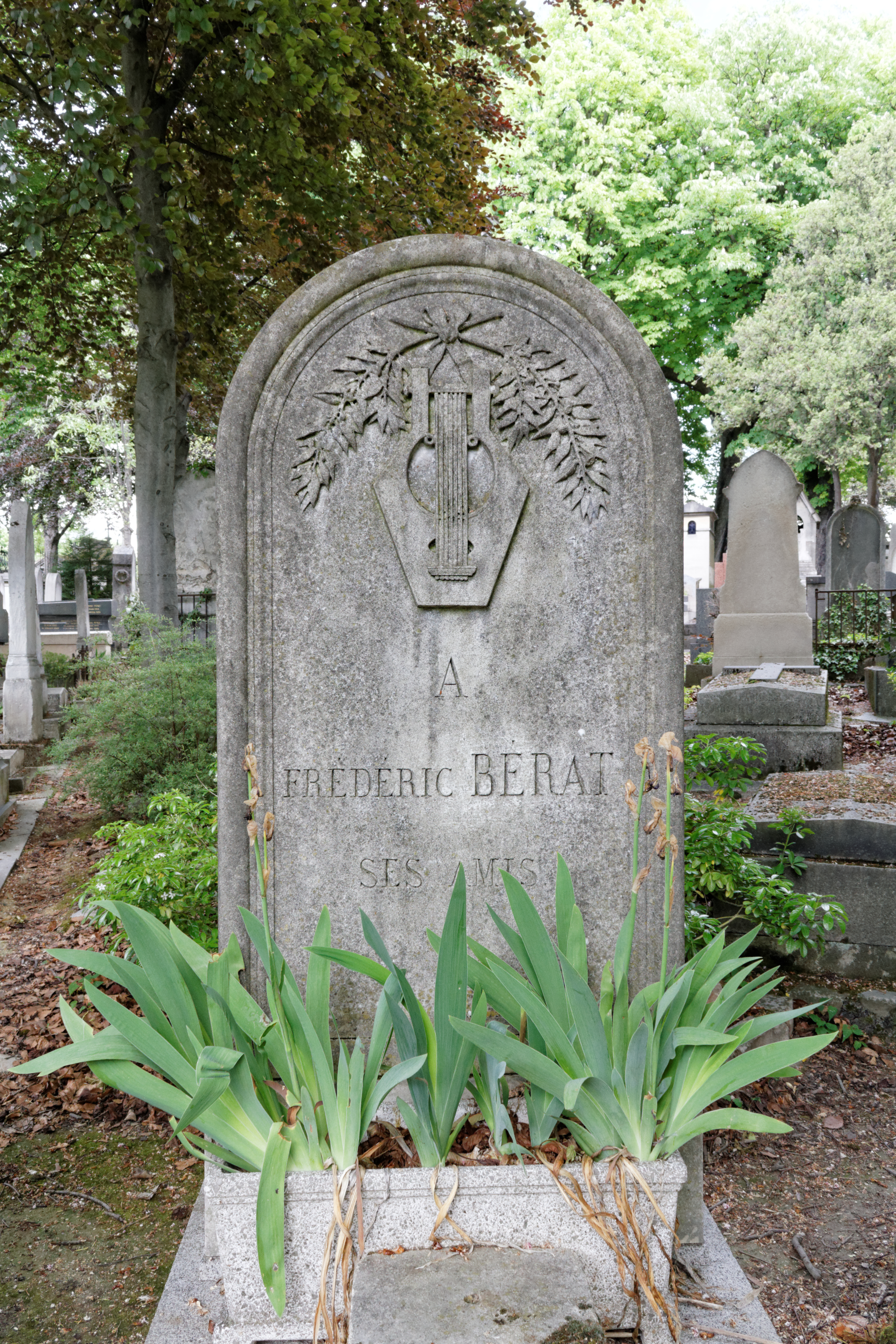
Grab auf dem Pariser Friedhof Père-Lachaise

Frédéric Bérat (geb. 11. März 1801 in Rouen; gest. 2. Dezember 1855 in Paris) war ein französischer Goguettier (Mitglied einer Goguette), Komponist und Liederdichter. Er ist der Autor von Ma Normandie („Meine Normandie“), des als Nationalhymne von Jersey verwendeten Liedes, das auch manchmal als die inoffizielle normannische Hymne dient. Frédéric Bérat hatte dieses Lied 1836 geschrieben, als er sich auf der Seine zwischen Rouen und Le Havre befand. Es wurde von einer Arie aus der von Lully komponierten Oper Atys inspiriert.
Eine Sammlung seiner Werke erschien unter dem Titel Chansons, paroles et musique de Frédéric Bérat in Paris bei Alexandre Curmer (ca. 1853). In dem von Paul Duval in der Collection Nos provinces herausgegebenen Sammelwerk Contes et nouvelles du pays normand sind Texte von Frédéric Bérat, Maupassant, Jean Revel (1848–1925) und Édouard Bourgine (1884–1928) enthalten.